# 八幡信号場
八幡信号場（やわたしんごうじょう）は、東海道本線貨物支線（通称：JR貨物名古屋港線・東臨港線）上にあった信号場。所在地は愛知県名古屋市中川区荒江町。
名称は、当時この地にあった「八幡村」から採られたものである。

## 概要
元々は交換設備とともに、白鳥駅・名古屋市場駅へ向かう貨物支線（通称：白鳥線）が分岐するための設備を備えた信号場であったが、白鳥線の廃止と名古屋港線そのものの列車本数削減により、どちらの設備も使用されることはなくなった。ただし、ナゴヤ球場正門前駅が当信号場と山王信号場の間に設置されていた頃（1987年 - 1994年）は、当信号場で車両留置を行っていたことがあった。
近年は、閉塞方式の異なる2つの区間の中継を果たす信号場になっていた（山王 - 八幡間は自動閉塞、八幡 - 名古屋港間はタブレット閉塞）ことから、当信号場を通過する全ての列車は、必ず停車していた。
信号場は八熊通（愛知県道29号弥富名古屋線）に架かる高架橋（八幡架道橋）上にあった。真横を東海道新幹線の高架が通過している。

## 歴史
- 1916年（大正5年）12月8日：白鳥駅への貨物支線（白鳥線）の開通時に、八幡聯絡所として開設[1][2]。
- 1922年（大正11年）4月1日：八幡信号場に改称[1][2]。
- 1982年（昭和57年）11月15日：白鳥線廃止[1][2]。
- 1987年（昭和62年）4月1日：国鉄分割民営化により、JR貨物が継承[1]。
- 2024年（令和6年）4月1日：路線廃止に伴い廃止。

## 隣の施設
日本貨物鉄道（JR貨物）
東海道本線貨物支線（名古屋港線）
山王信号場 - 八幡信号場 - 名古屋港駅
日本国有鉄道（国鉄）
東海道本線 貨物支線
八幡信号場 - 白鳥駅